# Кривой Бузан
Кривой Бузан — село в Красноярском районе Астраханской области России. Входит в состав Ватаженского сельсовета; до 1 августа 2016 года - административный центр Кривобузанского сельсовета.

## История
Законом Астраханской области от 1 августа 2016 года сельские поселения село Караозек, Ватаженский сельсовет и Кривобузанский сельсовет объединены в Ватаженский сельсовет с административным центром в селе Ватажное, село Кривой Бузан вошло в состав Ватаженского сельсовета.

## География
Село находится в юго-восточной части Астраханской области, в дельте реки Волги, на месте разветвления надвое протоки Кривой Бузан.
Абсолютная высота 15 метров ниже уровня моря.
Уличная сеть
Ул. Гагарина, ул. Заречная, ул. Макаренко, ул. Мира, ул. Молодежная, ул. Набережная, ул. Набережная 2-я, ул. Новая, ул. Садовая, ул. Советская
Климат
Умеренный, резко континентальный. Характеризуется высокими температурами летом и низкими — зимой, малым количеством осадков, а также большими годовыми и летними суточными амплитудами температуры воздуха..

## Население
| 2002 | 2010 |
| ---- | ---- |
| 819  | ↘758 |

Национальный и гендерный состав
По данным Всероссийской переписи, в 2010 году численность населения посёлка составляла 758 человек (377 мужчин и 381 женщина, 49,7 и 50,3 %% соответственно)
Согласно результатам переписи 2002 года, в национальной структуре населения казахи составляли 72 %, русские 27 % от общей численности в 818 человек.
| Национальность | Численность (2010) | Процент |
| -------------- | ------------------ | ------- |
| Казахи         | 540                | 72,4%   |
| Русские        | 143                | 19,2%   |
| Не указана     | 63                 | 8,4%    |
| Всего          | 746                | 100%    |

## Известные жители
В селе родился Мануил Григорьевич Семёнов (1914—1986) — советский журналист, писатель-сатирик, главный редактор журнала «Крокодил».

## Инфраструктура
Отделение почтовой связи села Кривой Бузан (Набережная ул, 20А)
МБОУ «Кривобузанская ООШ»
Дом культуры с библиотекой
фельдшерско-акушерский пункт.

## Транспорт
Выезд на автодорогу федерального значения 12А-235 Астрахань — граница с Республикой Казахстан
Остановка общественного транспорта «Кривой Бузан»